# Trifurcula corothamni
Trifurcula corothamni is een vlinder uit de familie dwergmineermotten (Nepticulidae). De wetenschappelijke naam is voor het eerst geldig gepubliceerd in 1994 door Z. & A. Lastuvka.
De soort komt voor in Europa.